# 中保久城
中保久城（なかほっきゅうじょう）は、愛知県岡崎市中伊町にあった中世の日本の城（山城）。

## 概要
『額田町史』によると初代城主は成瀬頼清と記されている。中保久の集落橋の尾根先端に立地し、削平された平地が残っている。平地背後には宝筐印塔が1基現存する。

## 関連事項
- 岡崎市